# KD-Supier
KD-Supier, en realidad David Arthur Barenboim ( París, 8 de febrero de 1983 ) es un productor musical y compositor franco-alemán.

## Biografía
Hijo del director de orquesta Daniel Barenboim y de la pianista Elena Bashkirova, su hermano pequeño, Michael Barenboim, es violinista clásico. En 1992 la familia se trasladó a Berlín, donde sus hijos asistieron a la escuela secundaria francesa. Debido a la actividad de su padre como director de orquesta, pasó varios meses en Chicago, donde también asistió a la escuela. Sus primeras producciones están destinadas al grupo Royal Authority, uno de cuyos miembros es el rapero Megaloh. Cuando terminó el proyecto con Royal Authority, KD-Supier fundó el sello Level Eight Entertainment con Megaloh.
En 2006 publicó el álbum Reim geschäftlich. Contribuyeron al álbum raperos como Massiv, Samy Deluxe,K. I. Z, Sentino, MC Basstard y Jonesmann. En 2010, KD-Supier produjo íntegramente el álbum del rapero berlinés Harris.
Con estudio propio, KD-Supier hizo sus primeros ritmos en una grabadora Fostex de 8 pistas, utilizando un sampler Roland, una caja de ritmos Alesis y un teclado Yamaha. Luego trabajó principalmente con complementos Logic y VST.
En 2011 KD-Supier pasó varias semanas con RAF Camora en Málaga (España). En febrero de 2012, se lanzó el álbum RAF 3.0, álbum número 5 de Media-Control-Charts. En julio de 2013 lanzó el álbum Hoch 2 de RAF Camora, en el que él también participó.
Sin embargo, en abril de 2018, su madre afirmó que su hijo había dejado su carrera hacía varios años.

## Discografía
- 2001 : So N Shit de Megaloh
- 2002 : Level Eight de Megaloh
- 2002 :  Hauptstadt Flava de Battle Rapp, Megaloh et Diablow
- 2003 : Game Set Match EP de Megaloh et Battle Rapp
- 2004 : Draft Pick Mixtape de Megaloh
- 2005 : Epo$ de Battle Rapp
- 2005 : Echt Kult de Megaloh
- 2005 : Im Game de Megaloh
- 2005 : Favorite Rapper's Favorite Rapper  de Megaloh
- 2005 : Rap City Berlin
- 2006 : Mixtape Nr. 1 de David Battle
- 2006 : Zeit für den Hund de Megaloh
- 2006 : Warum noch ein Mixtape de Sprachtot
- 2006 : Hundshit EP de Megaloh
- 2006 : 'Rap City Berlin 2
- 2006 : Reim Geschäftlich
- 2007 : Acht im Biz de Megaloh
- 2007 : Wie baut man eine Bombe de Ali A$
- 2007 : City of God de Godsilla
- 2008 : Deutschlands Albtraum de MC Bogy
- 2008 : Aggro Anti Ansage Nr. 8
- 2008 : Goldständer de B-Tight
- 2009 : Sexismus gegen Rechts de K.I.Z.
- 2009 : Deutschlands vergessene Kinder 2
- 2010 : Das Manhattan Projekt de Marc Reis
- 2010 : Therapie nach dem Album de RAF Camora
- 2010 : Der Mann im Haus de Harris
- 2010 : HDF Allstars 1 sur aggro.tv
- 2011 : Monolog de Marc Reis
- 2011 : Zwiespalt Weiss de Basstard
- 2011 : Said de Said
- 2011 : Ein ganz bescheidener Junge de Voll-K
- 2011 : Hammertime (feat. Hammer und Zirkel)
- 2011 : Hoodrich Sampler
- 2011 : Ghetto Bellini (feat. Said et Ufo361)
- 2011 : Die Stadt überhaupt (KD Supier pres. Megaloh, Said, Silla et Sera Finale)
- 2012 : Maskoekain de Maskoe
- 2012 : RAF 3.0 de RAF Camora
- 2012 : Zu!Nahme de Joshi Mizu
- 2012 : Bellini Boyz EP
- 2013 : Zum Leben verurteilt
- 2013 : Frankfurter Zoo de DCVDNS ft. Celo &amp; Abdi